# Au Revoir Simone
Au Revoir Simone är ett amerikanskt elektroniskt drömpopband från New York. Au Revoir Simone bildades 2003.
Gruppen består av Erika Forster (sång/keyboard), Annie Hart (sång/keyboard) och Heather D'Angelo (sång/keyboard/trummaskin). Bandnamnet kommer från en replik som Pee-Wee Herman säger till en karaktär (som heter Simone) i Tim Burtons film Pee-Wees stora äventyr.

## Diskografi

### Album
- 2005: Verses of Comfort, Assurance & Salvation
- 2007: The Bird of Music
- 2009: Still Night, Still Light
- 2013: Move in Spectrums

### Remix-album
- 2008: Reverse Migration
- 2010: Night Light
- 2014: Spectrums